# Pik Skalisty (Schugnankette)
Der Pik Skalisty (russisch Пик Скалистый, „felsiger Gipfel“) ist ein Berg im Süden des Pamir-Gebirges in Zentralasien.
Der vergletscherte Berg liegt in der Provinz Berg-Badachschan im Südosten von Tadschikistan. Er bildet mit einer Höhe von 5707 m die höchste Erhebung der Schugnankette.
Die Flusstäler von Gunt und Schachdara begrenzen den Gebirgszug im Norden und Süden. Der 32,18 km nördlich gelegene Pik Patchor bildet den Dominanz-Bezugspunkt. 